# Infiniti J30

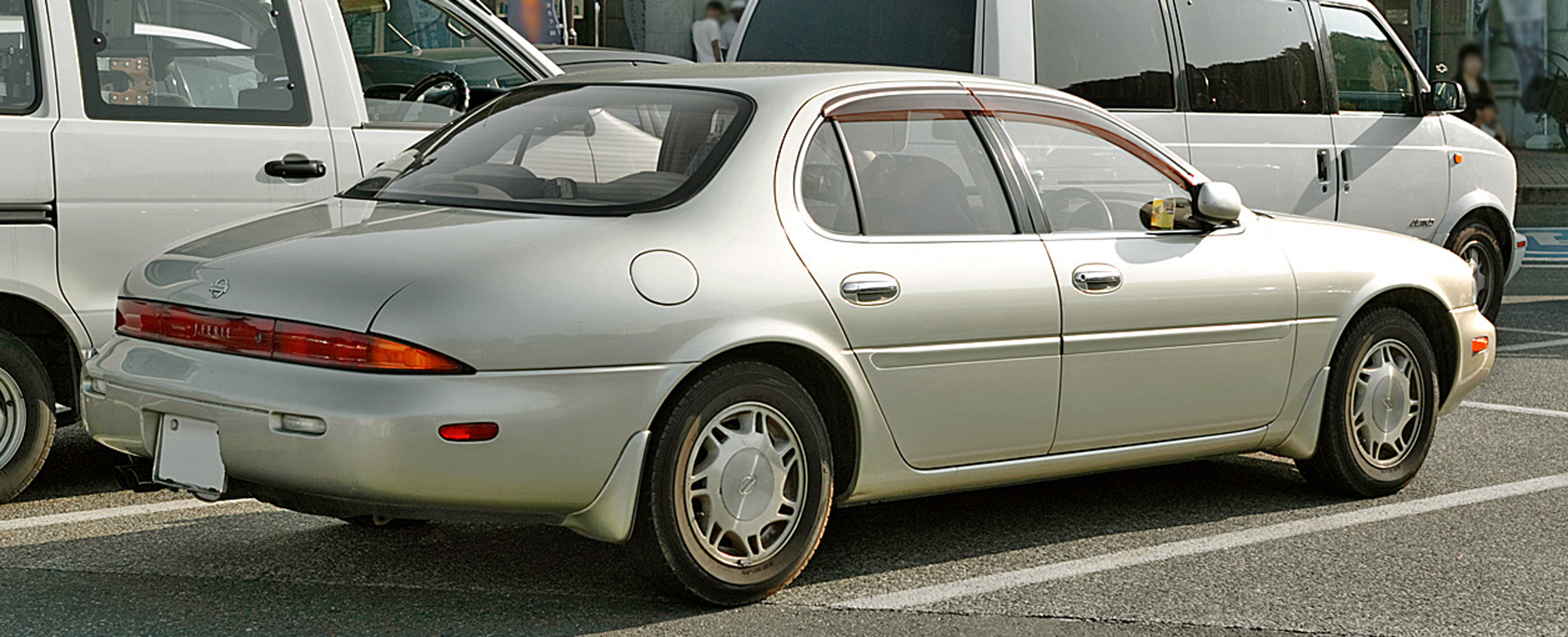
Nissan Leopard J.Ferie (Y32) — прародитель Infiniti J30

Infiniti J30 — полноразмерный автомобиль, представленный компанией Nissan под брендом Infiniti 7 апреля 1992 года.

## Описание
Infiniti J30 был разработан ателье Nissan Design International (NDI) в Ла-Холье, штат Калифорния под руководством президента Джерри Хиршберга и дизайнера экстерьера Дуга Уилсона в 1988—1989 годах. Проектные работы были заморожены в 1989 году.
В рекламном видеоролике 1994 года Infiniti J30 являлся «персональным роскошным седаном». По закруглённому дизайну J30 напоминал Nissan Altima/Bluebird (U13). Косметические изменения были внесены в 1995 году.
Модель пришла на смену купеобразной M30 и была запущена в производство в США. Конкурентами являлись Lexus GS и Acura Legend.
В 1997 году Infiniti J30 был снят с производства.

## Технические характеристики
Infiniti J30 оснащён 3,0-литровым бензиновым двигателем VG30DE V6 мощностью 157 кВт (210 л. с.) и крутящим моментом 260 Н•м, который также устанавливался на 300ZX (Z32). Двигатель сочетался в паре с четырёхступенчатой автоматической трансмиссией.